# تاريخ التقسيم الإداري المغربي

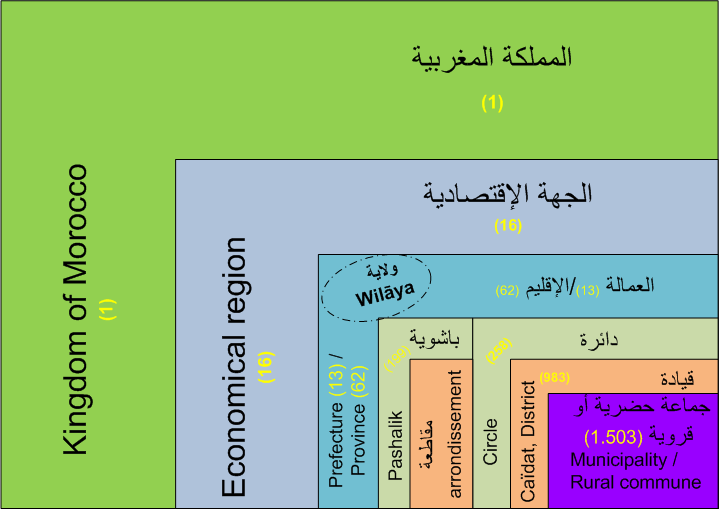
التقسيم الإداري في المغرب

فيما يلي تاريخ تقسيم المغرب الإداري إلى أقاليم وعمالات، منذ الاستقلال وحتى عام 1997.
من المفترض أن تكون كلاهما على المستوى الإداري نفسه. ومع ذلك، فإن العمالات هي أصغر مساحة بكثير، حيث أن كل واحدة تحتوي على مدينة واحد فقط أو مدينتين وضواحيهما. مصادر كثيرة لا تحصي العمالات لمجموع أقاليم المغرب. وقد نما عدد الأقاليم والعمالات بشكل متواصل على مر السنين. هذا تاريخ تقريبي فقط للتغيرات التي حدثت. معاملة المحافظات غير مكتملة.

## التقسيم الإداري الاستعماري

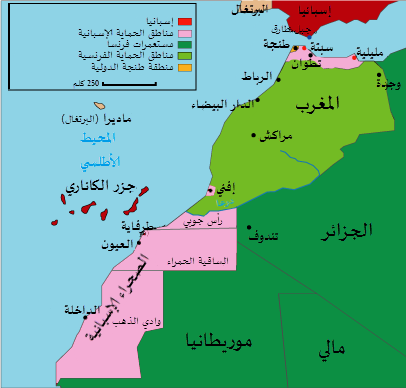
التقسيم الاستعماري للمغرب (1912 - 1956)

في عام 1900، كان المغرب إمبراطورية مستقلة، على الرغم من أن العديد من الدول الأوروبية سعت بدرجات متفاوتة على التأثير عليها. إسبانيا، على وجه الخصوص، كانت تمتلك جيوبا على ساحل البحر الأبيض المتوسط لسنوات عديدة. إسبانيا كما تعمت، احتلت في وقت لاحق، ومقتلف إفني الساحلية في الجنوب.
1911/11/04 : وافقت فرنسا وألمانيا على احترام الذرائع الفرنسية في المغرب، في مقابل التنازل الفرنسي عن الكاميرون.
1912/3/30 : ينقسم المغرب إلى محمية فرنسية والوصاية الأسبانية. تتألف الوصاية الإسبانية من قطاع من الأراضي في الشمال والجنوب طرفي البلاد.
1925/06/01 : طنجة أنشئت كمنطقة دولية (التاريخ الفعلي).
~ 1946 : محمية فرنسية تتكون من مناطق أغادير، الدار البيضاء، فاس، مراكش، مكناس، وجدة والرباط. وتألفت المحمية الإسبانية من مناطق غمارة، كيرت، لوكوس، الريف، وجبالة (المنطقة الشمالية) ومحمية جنوب المغرب.

## التقسيم الإداري الأول
في 7 أبريل 1956: حصل المغرب على استقلاله. حيث انتهت الوصاية الأسبانية في هذا التاريخ، أما محمية فرنسية قد انتهت في وقت سابق من نفس العام.
في 29 أكتوبر 1956: تم تغير حالة منطقة طنجة من دولية إلى إقليم مغربي.
~ 1957 : أصبح المغرب المستقل مقسم إلى أقاليم. منها إقليم أكادير، بني ملال، الدار البيضاء، فاس، مراكش، مازاغان، مكناس، ورزازات، وجدة، الرباط، آسفي، تافيلالت، وتازة في ما كان يُعرف بالمغرب الفرنسي. تقابلها أقاليم شفشاون، العرائش، الناظور، الريف، طنجة، وتطوان في المغرب الإسباني (في محمية الشمال سابقا). وأصبحت المحمية في جنوب المغرب إقليم طرفاية.
1960 : القرارات الإدارية لعامي 1959 و 1960 تُقر أن التقسيم الإداري الأولي في المغرب هو الأقاليم والعمالات. وتنقسم بدورها إلى نوعين من الجماعات {{| circonscriptions rurales}} و(بالفرنسية: circonscriptions urbaines)‏ (الجماعات الانتخابية في المناطق الريفية والمناطق الحضرية). تم تقسيم الدوائر الانتخابية في البلديات الريفية (جماعات قروية)، والحضرية (جماعات حضرية).
1962/07/09 : تغير اسم القنيطرة (المدينة) رسميا إلى اسم ميناء الحسن الثاني (تكريما للملك آنذاك)، لكن الاسم الجديد لم يكن قيد الاستخدام المتداول.
يناير 1965 : انقسام إقليم الرباط إلى عمالة الرباط وإقليم القنيطرة.
1965/6/15 : إقليم آسفي ينشق عن إقليم مراكش.
~ 1967 : تغيير اسم إقليم تافيلالت وعاصمته إلى قصر السوق. تغيير اسم إقليم الريف وعاصمته إلى الحسيمة. اندماج كل من الشاون، العرائش وتطوان لتشكيل إقليم تطوان. اندماج مازاغان مع إقليم الدار البيضاء.
30 يونيو 1969 : استعادة منطقة إفني من إسبانيا إلى المغرب، وأصبحت جزءا من إقليم أغادير.
~ 1970: تغيير اسم إقليم الرباط إلى الرباط سلا؛ انشقاق كل من الجديدة (سابقا مازاغان)، خريبكة، وإقليم سطات عن الدار البيضاء.
1971/6/23 : تم بموجب مرسوم 1-71-71 بتاريخ 16 يونيو 1971 ولكنها نشرت بعد ذلك بأسبوع، وخلق مستوى جديد من الحكومة المحلية. وتم تشكيل سبعة «مناطق إدارية» من خلال الجمع بين قائمة 19 مقاطعة ومحافظتين، والتي بقيت في مكانها هي الانقسامات الثانوية. وكانت المناطق على النحو التالي:
| الجهة الاقتصادية         | رمز إيزو | السكان     | المساحة (كلم² | الأقاليم (16 يونيو 1971)                                                 |
| ------------------------ | -------- | ---------- | ------------- | ------------------------------------------------------------------------ |
| المنطقة الوسطى           | CE       | 6,931,418  | 41,500        | الجديدة، بني ملال، الدار البيضاء*، خريبكة وسطات                          |
| المنطقة الشرقية          | ES       | 1,768,691  | 82,820        | الناظور ووجدة                                                            |
| المنطقة الشمالية الوسطى  | CN       | 3,042,310  | 43,950        | الحسيمة، فاس، تازة                                                       |
| المنطقة الشمالية الغربية | NO       | 5,646,716  | 29,955        | القنيطرة، الرباط - سلا*، طنجة وتطوان                                     |
| المنطقة الجنوبية الوسطى  | CS       | 1,903,790  | 79,210        | قصر السوق، مكناس                                                         |
| المنطقة الجنوبية         | SU       | 3,234,024  | 394,970       | أكادير، ورززات، طرفاية                                                   |
| منطقة تانسيفت            | TS       | 3,546,768  | 38,445        | مراكش، آسفي                                                              |
| 7 جهات سنة 1971          | --       | 26,073,717 | 710,850       | 21 إقليم مغربي باستثناء الأقاليم الجنوبية (تحت الاستعمار الإسباني آنداك) |

## تعديلات أولية
13 غشت 1973 : استقطاع قلعة السراغنة من إقليم مراكش، والخميسات من إقليم الرباط. شكل إقليم خنيفرة من أجزاء من قصر سوق ومكناس.
14 يناير 1974 : تشكيل إقليم فجيج من أجزاء من قصر السوق ووجدة.
1975: سنة المسيرة الخضراء سنة ثورة الشعب ضد الإسبان لفتح الصحراء، حيث توغل 350000 مغربي ومغربية داخل الصحراء وتم استرجاع أراضيه بكل رجولة.
1976: تخلت إسبانيا عن سيطرتها على ما كان يُسمى بالصحراء الإسبانية. اقتسمتها موريتانيا والمغرب على الفور فيما بينهما لدواعي مطالبتهما بالأراضي المستعمرة عن طريق الأمم المتحدة.
~ 1978 : تشكل إقليم أزيلال من أجزاء من بني ملال ومراكش. انقسام إقليم بن سليمان عن الدار البيضاء. شكل إقليم بولمان من أجزاء من فاس وتازة. انشق إقليم شفشاون (سابقا الشاون) عن إقليم تطوان. انقسام إقليم الصويرة عن آسفي. انشقاق إقليم تاونات عن فاس. تشكل إقليم طاطا من أجزاء من أكادير وورزازات. انشق إقليم تزنيت عن أكادير.
1979: تخلت موريتانيا عن الجزء الخاص بها من الصحراء الغربية لصالح المملكة المغربية.
~ 1980 : انقسام إقليم طرفاية إلى ثلاثة أجزاء. أصبح اثنين من الأجزاء إقليمي كلميم وطانطان. أما الجزء الثالث فاندمجت مع إقليم العيون في الصحراء المغربية. ويجب أن نعتبر هذا الجزء الثالث كمقاطعة منفصلة عن العيون في المغرب.
1981 : تقسيم الدار البيضاء إلى خمس عمالات: عين الشق الحي الحسني، عين السبع الحي المحمدي، بن مسيك عثمان، سيدي، الدار البيضاء أنفا، والمحمدية زناتة.
~ 1982 : انشقاق إقليم إفران عن مكناس. تغيير اسم سوق قصر المقاطعة وفاق وعاصمتها إلى الراشيدية.
~ 1986 : انقسام إقليم سيدي قاسم عن القنيطرة. انشق إقليم تارودانت عن أكادير.

## تعديلات التسعينيات
التغييرات من ~ ~ 1990 إلى 1997 قد أو قد لا تكون دقيقة تماما، ولكنها تساعد على حساب لبعض التباينات في المعايير.
~ 1990 : انقسام إقليم العرائش من تطوان. انقسام إقليم الرباط سلا إلى ثلاث عمالات: الرباط وسلا وتمارة والصخيرات.
~ 1993 : ينقسم إقليم أكادير إلى إقليم شتوكة - آيت باها وأكادير إيدا وتنان وإقليم إنزكان آيت ملول. ينقسم إقليم مكناس إلى إقليم الحاجب وعمالة مكناس المنزه. تقسيم إقليم وجدة إلى بركان، تاوريرت، جرادة، تاوريرت والمحافظات ومحافظة وجدة، أنجاد. آسا الزاك تقسيم محافظة من كلميم. شيشاوة والحوز تقسيم المحافظات من مراكش. إقليم صفرو ينشق عن فاس.

التقسيم الإداري الجهوي للمغرب 1997

~ 1994: انقسام عمالة المحمدية زناتة إلى الفداء درب السلطان، مشور الدار البيضاء، المحمدية وسيدي البرنوصي زناتة، (ربما مع الضم أجزاء من الأقاليم الأخرى).
~1997: ولاية تطوان انقسام إقليم تطوان (عمالة تطوان- عمالة طنجة- شفشاون- أصيلة)
انقسام في ولاية مراكش إلى عمالة مراكش المنارة ومراكش المدينة وعمالة سيدي يوسف بن علي. كما انقسم إقليم فاس إلى فاس جديد دار دبيبغ، فاس المدينة وزواغة مولاي يعقوب. استُحدثت عمالة الإسماعيلية من مكناس المنزه وإقليم الحاجب، أو من أجزاء
~
~ 1997 : بركان، تاوريرت محافظة انقسم إلى بركان وتاوريرت.
مارس 1997: تم إنشاء ستة عشر منطقة كجهات للتقسيمات الأولية، متبوعة بأقاليم وعمالات على المستوى الثانوي.

## تطور عدد العمالات والأقاليم
تطور عدد العمالات والأقاليم موازاة مع عدد الجماعات ليمر من 24 (5 عمالات و 19 إقليم) سنة 1956 إلى 75 (13 عمالة و 62 إقليم) خلال 2009.
| السنوات | العمالات | الأقاليم | المجموع |
| ------- | -------- | -------- | ------- |
| 1956    | 5        | 19       | 24      |
| 1976    | 3        | 31       | 34      |
| 1981    | 6        | 37       | 43      |
| 1991    | 18       | 41       | 59      |
| 1996    | 24       | 44       | 68      |
| 1998    | 26       | 45       | 71      |
| 2004    | 12       | 49       | 61      |
| 2008    | 13       | 49       | 62      |
| 2009    | 13       | 62       | 75      |
| 2015    | 13       | 62       | 75      |

## تطور عدد الجماعات الحضرية والقروية
خلال التقسيم الجماعي الأول الذي عرفه المغرب سنة 1959، بلغ عدد الجماعات 801 جماعة منقسمة إلى 66 جماعة حضرية و 735 جماعة
قروية. هذا العدد عرف تضاعفا سنة 1992 ليصل إلى 1544 جماعة. أما خلال سنة 2009 فقد بلغ عدد الجماعات 1503 جماعة منقسمة
إلى 221 جماعة حضرية و 1282 جماعة قروية.
| السنوات | الجماعات الحضرية | الجماعات القروية | المجموع |
| ------- | ---------------- | ---------------- | ------- |
| 1959    | 66               | 735              | 801     |
| 1984    | 99               | 760              | 859     |
| 1992    | 247              | 1297             | 1544    |
| 1997    | 249              | 1298             | 1547    |
| 2003    | 199              | 1298             | 1497    |
| 2009    | 221              | 1282             | 1503    |

## تعديلات حديثة 2009
- توحيد عمالتي مراكش المدينة ومراكش المنارة تحت عمالة مراكش.
- تغيير اسم عمالة «الفحص بني مكادة» إلى «الفحص أنجرة» سنة 2004، بعد ضم جماعة بني مكادة إلى عمالة طنجة أصيلة.[4]
- استحداث إقليم برشيد سنة 2009 باقتطاعه من أقاليم محاذية.
- استحداث إقليم سيدي بنور سنة 2009 باقتطاعه من أقاليم أخرى.
- استحداث إقليم اليوسفية سنة 2009 باقتطاعه من أقاليم أخرى.
- استحداث إقليم سيدي سليمان سنة 2009 باقتطاعه من أقاليم القنيطرة وسيدي قاسم.
- استحداث إقليم طرفاية سنة 2009 باقتطاعه من أقاليم محاذية.
- استحداث إقليم الرحامنة سنة 2009 باقتطاعه من أقاليم أخرى.
- استحداث إقليم ميدلت سنة 2009 باقتطاعه من أقليمي خنيفرة والرشيدية.
- استحداث إقليم الدريوش سنة 2009 باقتطاعه من إقليم الناظور.
- استحداث إقليم سيدي إفني سنة 2009 باقتطاعه من إقليم تيزنيت.
- استحداث إقليم تنغير سنة 2009 باقتطاعه من أقاليم أخرى.
- استحداث إقليم الفقيه بنصالح سنة 2009 باقتطاعه من أقاليم أخرى.
- استحداث إقليم وزان سنة 2009 باقتطاعه من إقليم سيدي قاسم وضمه كإقليم لجهة طنجة تطوان.
- استحدثت عمالة المضيق الفنيدق سنة 2009 باقتطاعها من إقليم تطوان.
- استحداث إقليم جرسيف سنة 2009 باقتطاعه من أقاليم محاذية.

## الجهوية الموسعة
ابتداء من 2010 وبعد خطاب ملكي للملك محمد السادس، تم الإعلان عن برنامج حكومي يهدف إلى إعطاء الحكم الذاتي لكل جهة من جهات المغرب، وهكذا تم إنشاء اللجنة الاستشارية للجهوية وهي منظمة حكومية تهدف إلى صياغة نموذج مغربي للأقاليم ذاتية الحكم. وهكذا قامت اللجنة بإنشاء تقرير «أطلس التقطيع الجهوي المقترح» والذي يتضمن 12 جهة:
- الجهة 1 : جهة طنجة - تطوان
- الجهة 2 : جهة الشرق والريف
- الجهة 3 : جهة فاس – مكناس
- الجهة 4 : جهة الرباط – سلا – القنيطرة
- الجهة 5 : جهة بني ملال – خنيفرة
- الجهة 6 : جهة الدار البيضاء – سطات
- الجهة 7 : جهة مراكش - آسفي
- الجهة 8 : درعة-تافيلالت
- الجهة 9 : جهة سوس – ماسة - درعة
- الجهة 10 : جهة كلميم – واد النون
- الجهة 11 : جهة العيون – الساقية الحمراء
- الجهة 12 : جهة الداخلة – وادي الذهب

## هوامش ومصادر
1. ↑  ISO : رموز المنطقة من قائمة الدول حسب المعيار الدولي أيزو 3166-1 (اعتمدت في معيارISO في وقت لاحق من ذلك بكثير).
2. ↑  عدد السكان : إحصاء 04 شتنبر 1994. المصدر : الكتاب السنوي أوروبا العالم لعام 2001.
3. ↑  عواصم الأقاليم (1971) تحمل نفس الاسم، بخلاف طانطان كانت عاصمة إقليم طرفاية.
4. ↑  www2.men.gov.ma/parlement 3-4/ecr.repr/01jui04.htm نسخة محفوظة 17 أبريل 2014 على موقع واي باك مشين.
5. ↑  المملكة المغربية - اللجنة الاستشارية للجهوية نسخة محفوظة 10 مارس 2016 على موقع واي باك مشين.
6. ↑  Deutsche Welle: "الجهوية الموسعة" في المغرب - الحل السحري المنتظر! نسخة محفوظة 14 نوفمبر 2011 على موقع واي باك مشين.
7. ↑  المغربية: مشروع لتعميق الممارسة الديمقراطية ضمن الدولة الموحدة - باحثون وسياسيون يحددون إطار الجهوية الموسعة بالمغرب نسخة محفوظة 01 فبراير 2014 على موقع واي باك مشين. [وصلة مكسورة]
8. ↑  [./Https://men-gov.com/التقسيم-الإداري-في-المغرب-2022/ اللجنة الاستشارية للجهوية - التقرير: أطلس التقطيع الجهوي] نسخة محفوظة 22 ديسمبر 2015 at men-gov.com

- تقرير مفصل حول التقسيم الإداري المغربي وتاريخ التغييرات (بالإنجليزية) - الولوج 2011-12-26